# Louis-Zéphirin Moreau
Blahoslavený Louis-Zéphirin Moreau [lui zéfiren moró](1. dubna 1824, Bécancour, (Québec) – 24. května 1901, Saint-Hyacinthe) byl kanadský římskokatolický kněz, biskup v Saint-Hyacinthe a spoluzakladatel Sester svatého Josefa ze Saint-Hyacinthe.

## Život
Narodil se 1. dubna 1824 v Bécancouru, asi 100 km jihozápadně od Québecu, ve skromné rodině a jako pátý z dvanácti dětí. Studoval v kněžském semináři v Nicoletu. Pro špatný zdravotní stav biskup Joseph Signay jeho kandidaturu na kněžství nejprve odmítl, ale poté byl dne 19. prosince 1846 vysvěcen na kněze. Stal se knězem diecézní katedrály. Sloužil také jako generální vikář a diecézní advokát.
Dne 19. listopadu 1875 jej papež bl. Pius IX. jmenoval diecézním biskupem Saint-Hyacinthe, asi 50 km severozápadně od Montréalu. Biskupské svěcení přijal 16. ledna 1876.
S Élisabeth Bergeron založil kongregaci Sester svatého Josefa ze Saint-Hyacinthe. Také založil Institut sv. Marty.
Zemřel 24. května 1901 v Saint-Hyacinthe.

## Proces blahořečení
Jeho proces byl započat roku 1929. Dne 10. května 1973 byl prohlášen za ctihodného. Blahořečen byl 10. května 1987 na základě uznaného zázraku na jeho přímluvu: rychlé, úplné a trvalé vyléčení osmileté dívky Colleen Margaritae O’Brien z lymfomů a akutní lymfoblastické leukemie. Bylo to v červnu roku 1978.